# Mohamed Massewa
Mohamed Massewa – tanzański piłkarz grający na pozycji napastnika. W swojej karierze grał w reprezentacji Tanzanii.

## Kariera reprezentacyjna
W 1980 roku Massewa został powołany do reprezentacji Tanzanii na Puchar Narodów Afryki 1980. Na tym turnieju rozegrał trzy mecze grupowe: z Nigerią (1:3), z Egiptem (1:2) i z Wybrzeżem Kości Słoniowej (1:1).